# نوسوس بالا
نوسوس بالا (به لاتین: Yuxarı Nüsüs) یک منطقهٔ مسکونی در جمهوری آذربایجان است که در شهرستان جبرئیل واقع شده‌است.